# Tipula bicompressa
Tipula bicompressa är en tvåvingeart som beskrevs av Alexander 1950. Tipula bicompressa ingår i släktet Tipula och familjen storharkrankar. Inga underarter finns listade i Catalogue of Life.